# 加密朋克：互聯網的自由和未來
《加密朋克：互联网的自由和未来》是朱利安·阿桑奇于2012年出版的一本书籍。此书记录了他与互联网活动家Jacob Appelbaum、Andy Müller-Maguhn以及Jérémie Zimmermann的讨论。书中主要探讨了社会与信息安全的关系。在书中作者警告说，互联网已经成为警察国家的一个工具，而这个世界正无意中向极权主义发展。他们提倡使用密码学来应对国家监视。

在引言中，阿桑奇说这本书“不是一个宣言...而是一个警告”。他告诉卫报记者 Decca Aitkenhead： 
“使用设计良好的数学算法可以快速加密信息，并且使得解密的代价非常大，例如即使使用机器破解，也需要花费几百上千万美金的电费。所以密码学是互联网机构保持独立性的基础设施，就好像军队是国家的基础设施一样。如果没有这些，国家将会被另一个国家占领。这是唯一能够是我们的意识独立于世界警卫（实际控制显示世界的人）的方法”
 阿桑奇后来在卫报一篇文章中写道：“强加密技术是反抗国家压迫的重要工具”，并且指出这是他的书籍《加密朋克》所传达的信息。
《加密朋克》由OR Books出版。其内容源自阿桑奇在2012年与 Appelbaum、Müller-Maguhn 以及 Zimmermann 在他的的电视秀世界的明天中的讨论。

## 章节主题
- 通信的发展与监督的发展
- 赛博空间中的军事设施
- 使用人类的法律抵抗完全监听
- 隐私监视
- 使用物理定律反击绝对监控
- 互联网和政治
- 互联网和经济学
- 审查
- 弱者的隐私与强者的透明
- 歌剧院的老鼠

## 更多链接
- 官方网站